# Kirby (nome)
Kirby  è un nome proprio di persona inglese maschile.

## Origine e diffusione
Il nome deriva da un cognome inglese, a sua volta derivato da un toponimo in antico nordico che significa "insediamento ecclesiastico"  (aisl. kirkja; "chiesa" + býr, "insediamento", "villaggio").
Non si tratta di un nome particolarmente diffuso: negli Stati Uniti d'America, figura oltre il 1000º posto.

## Onomastico
Il nome è adespota e quindi l'onomastico viene festeggiato il 1º novembre, giorno dedicato alla festa di Ognissanti.

## Persone

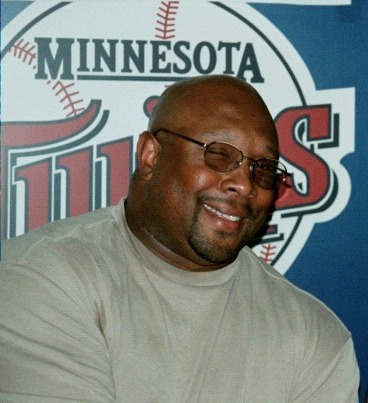
Kirby Puckett

### Maschile
- William Kirby Cullen, attore statunitense
- Kirby Heyborne, attore statunitense
- Kirby Law, hockeista su ghiaccio statunitense
- Kirby Minter, cestista statunitense
- Kirby Puckett, giocatore di baseball statunitense

### Femminile
- Kirby Bliss Blanton, attrice statunitense

## Il nome nelle arti
- Kirby è un personaggio dell'omonima serie di videogiochi.